# Pingxiang (Chongzuo)
Pingxiang léase Ping-Siáng (en chino, 凭祥市; pinyin, Píngxiáng shì, en zhuang, Bingzsiengz si) es un municipio bajo la administración directa de la Prefectura Chongzuo en la Región autónoma de Guangxi, República Popular China. Su área es de 644 km² y su población total para 2020 superó los 120 mil habitantes.

## Administración
Desde 2002, el municipio de Pingxiang se divide en 4 pueblos que se administran en poblados.